# Исланд на Европском првенству у атлетици у дворани 1973.
Исланд је учествовао на 4. Европском првенству у атлетици у дворани 1973. одржаном у Ротердаму, Холандија, 10. и 11. марта. У другом учешћу на европским првенствима у дворани репрезентацију Исланда представљао је 1 атлетичар који се такмичи у трчању на 400 метара.
На овом првенству Исланд није освојила ниједну медаљу, а његов такмичар Бјартни Стевансон оборио је национални рекорд  на 400 метара у дворани.
У табели успешности (према броју и пласману такмичара који су учествовали у финалним такмичењима (првих 8 такмичара)) Исланд овог пут аније имао такмичара у финалу.

## Резултати

### Мушкарци
| Атлетичар            | Дисциплина | Лични рекорд | Квалификације | Квалификације | Полуфинале           | Полуфинале           | Финале               | Финале   | Детаљи |
| Атлетичар            | Дисциплина | Лични рекорд | Резултат      | Место         | Резултат             | Место                | Резултат             | Место    | Детаљи |
| -------------------- | ---------- | ------------ | ------------- | ------------- | -------------------- | -------------------- | -------------------- | -------- | ------ |
| Торстејн Торстејнсон | 400 м      |              | 48,73 НРд     | 4. у гр 4.    | Није се квалификовао | Није се квалификовао | Није се квалификовао | 14 / 16. |        |

## Биланс медаља Исланда после 4. Европског првенства у дворани 1970—1973.
|      | Земља       |                 |                 |                 |                 |
| 1—2. | 1970—1971.  | Није учествовао | Није учествовао | Није учествовао | Није учествовао |
| 3—4. | 1972.—1973. | 0               | 0               | 0               | 0               |
| 1—4. | Укупно      | 0               | 0               | 0               | 0               |
| ---- | ----------- | --------------- | --------------- | --------------- | --------------- |

|                                        | Атлетичар/ка                           |                                        |                                        |                                        |                                        |                                        |
| Није било вишеструких освајача медаља. | Није било вишеструких освајача медаља. | Није било вишеструких освајача медаља. | Није било вишеструких освајача медаља. | Није било вишеструких освајача медаља. | Није било вишеструких освајача медаља. | Није било вишеструких освајача медаља. |
| -------------------------------------- | -------------------------------------- | -------------------------------------- | -------------------------------------- | -------------------------------------- | -------------------------------------- | -------------------------------------- |